# Rahnivka, Haisîn
Rahnivka (în ucraineană Рахнівка) este un sat în comuna Cecelivka din raionul Haisîn, regiunea Vinnița, Ucraina.

## Demografie
Componența lingvistică a localității Rahnivka
     Ucraineană (96,85%)
     Rusă (2,15%)
Conform recensământului din 2001, majoritatea populației localității Rahnivka era vorbitoare de ucraineană (96,85%), existând în minoritate și vorbitori de rusă (2,15%).